# أليكساندر سكريابين
أليكساندر نيكولايفيتش سكريابين (/[invalid input: 'icon']skriˈæbɪn/؛ (الروسية: Алекса́ндр Никола́евич Скря́бин) -) هو ملحن وعازف بيانو روسي مشهور. اتسمت أعمال سكريابين في بداياته بطابع غنائي لحني حساس، وذلك لتأثره بـ فريدريك شوبان (Frédéric Chopin). ثم بعد ذلك، استقل سكريابين عن أرنولد شونبرج (Arnold Schoenberg) في أعماله، وقدم نوعًا متطورًا من الموسيقى غير اللحنية، ونظام موسيقي جديد ذو نغمات متنافرة، يُنسب إلى المدرسة الغموضية. تأثر سكريابين بالحس المشترك، وربط الألوان بالعديد من النغمات في نظامه الموسيقي المتنافر، كما تأثرت دائرة الأخماس التي نظمها طبقًا للألوان بـ الثيوصوفية. يعتبر البعض سكريابين أهم ملحن رمزي روسي.
يُعد سكريابين واحدًا من أكثر الملحنين ابتكارًا في العصر الحديث، وأكثرهم جدلًا أيضًا. فطبقًا للموسوعة السوفيتية العظمى، «لم ينل أي ملحن من قبل نفس مقدار الحب، والازدراء أيضًا، الذي ناله أليكساندر سكريابين...» كما وصف ليو تولستوي (Leo Tolstoy) موسيقى سكريابين بأنها «تعبير صادق عن العبقرية». كان لسكريابين أثرا واضحا على الموسيقى في العالم عمومًا في ذلك الوقت، فقد تأثر به كل من روي أجنيو (Roy Agnew) ونيكولاي روسلافيتس (Nikolai Roslavets) وسيرجي بروكوفيف (Sergei Prokofiev) وإيجور سترافينسكي (Igor Stravinsky)، على الرغم أن سكريابين كان معروفًا بكراهيته للأخيرين. انحدرت شعبية سكريابين في الأوساط الموسيقية السوفيتية والعالمية بشكل كبير. فعلى سبيل المثال، في سبعينيات القرن الماضي لم يكن هناك سوى ثلاث سوناتات مسجلة من سوناتاته الكاملة المنشورة. ولكن، استطاعت أعمال سكريابين أن تستعيد شعبيتها بقوة مرة أخرى [بحاجة لمصدر]؛ كما زادت شعبية مقطوعات البيانو الخاصة به، وخصوصًا السوناتات، بين عازفي البيانو المحترفين في العقود الماضية.

## حياته

### الطفولة والدراسة 1872 - 1892

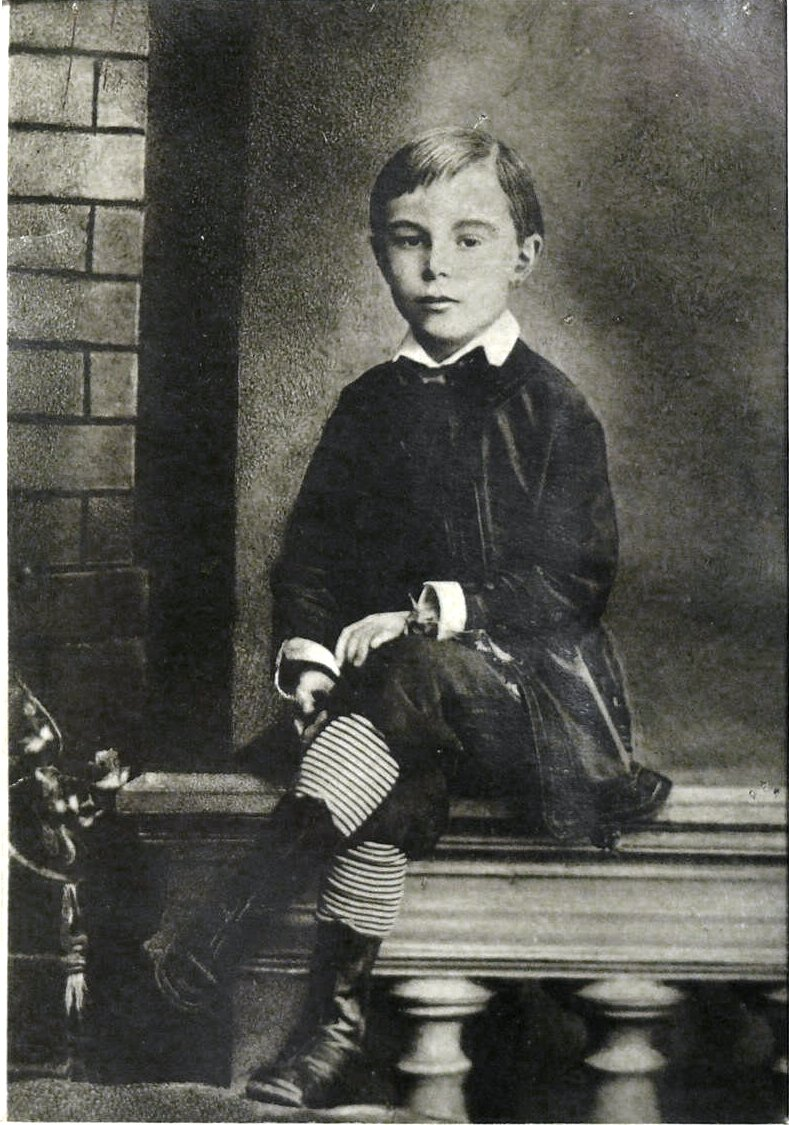
ألكسندر سكريابين في طفولته (اواخر 1870)

ولد ألكسندر نيكاليفتش سكريابين في موسكو في 6 يناير 1872. جاء من أسرة أرستقراطية من ميول عسكرية. والده نيكولاي ألكسندروفتش ابتعد إلى حد ما عن تقليد الأسرة بالتحاقه بمهنة قانونية، ووالدته ليلبوف بتروفا (ولدت باسم جتنينا)، كانت عازفة بيانو معروفة، وطالبة لدى لتشتفكي في كونسرفتوار سانت بطرسبرغ وكانت طالبة مفضلة لدى أنطون روبنشتاين. كان سكريابين الطفل الأول والوحيد من زواج مبكر، وتوفيت والدته بعد ميلاده بعام (لاحقا اهتم كثيرا بأهمية ميلاده في يوم الكريسماس). قضى والده باقي حياته في الخارج في خدمة القنصلية الروسية، أغلبها في تركيا، ومات عام 1914، وأنشأ سكريابين عمته ليابوف، وأخت جدته، كلاهما أحب الفتى، ودللاه بلا نهاية ووجهه ذهنه نحو عدم الرضا والتمركز نحو الذات الذي ميزه في سنواته الأخيرة. لم يكن سكريابين طويل القامة، ورغم أنه أبدى مهارة في عزف البيانو وصار آخر الأمر عضو في الجيل العظيم من عازفي البيانو الروس الذي تضمن رخمانينوف وليفين ومتنر، لم يتمكن قط من مد يده براحة لأكثر من أوكتيف.

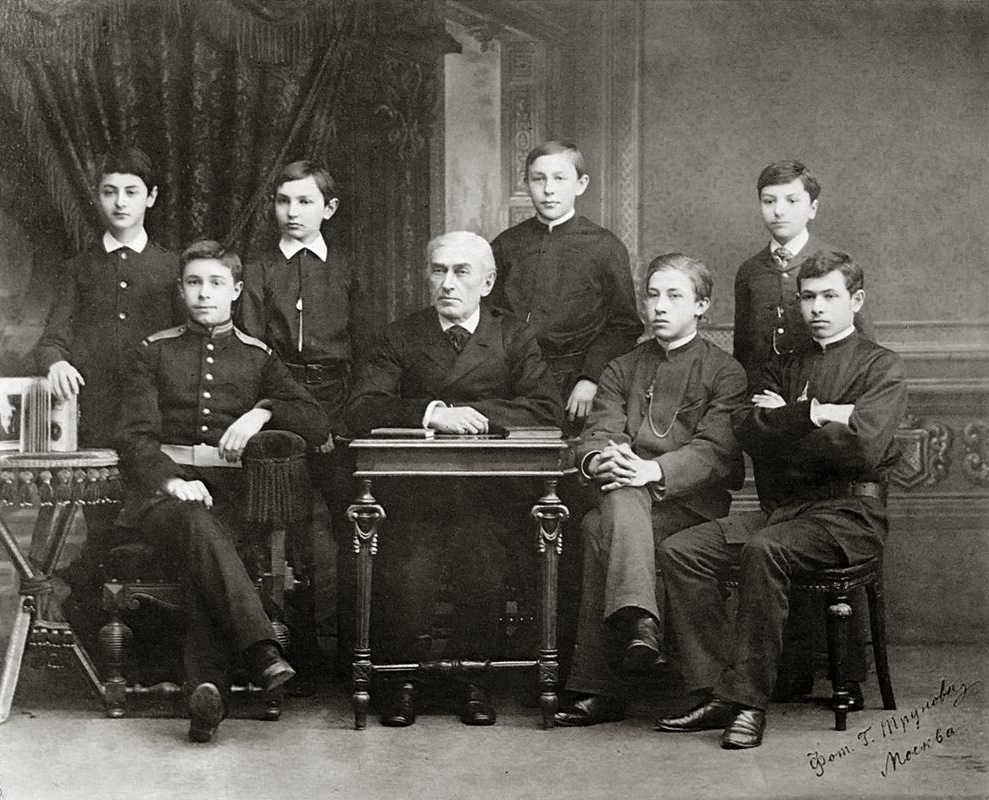
طلاب زفريف في أواخر 1880. سكريابين، يرتدي زي عسكري، هو الثاني إلى اليسار. رخمانينوف الرابع من اليمين.

إعجابه المبكر بالموسيقى وتكنيك البيانو شجعه عليه عمته، وفي عام 1882 انضم إلى سلاح مشاة موسكو حيث مكث حتى عام 1887. حين كان عمره 11 سنة تلقى دروس مع جورجي كونياس، الذي كان عمره 21 ليس إلا، وعام 1884، بناء على توصية من تانييف انضم لفصل زفريف، حيث كان رخمانينوف زميلا له. ظل الاثنين اصدقاء رغم محاولات لاحقة من الصحافة الروسية عمل منافسة بين معجبيهما. من 1885 درس سكريابين نظرية الموسيقى مع تانييف نفسه، ثم مع مدير كونسرفاتوار موسكو، وبدأ التأليف الموسيقي. جمع قائمة من الأعمال الاوركسترالية والبيانو من هذه الاعوام (بقى منها القليل جدا) وكتب أيضا الشعر. وفي عام 1888، كانت عمته المخلصة ما زالت تنفق عليه، فالتحق بكونسرفتوار موسكو على نفقتها، حيث واصل دروسه النظرية مع تانييف ولاحقا أرنسكي، ودرس البيانو مع سفانوف، الذي خلف تانييف كمدير في 1889. صار سافنوف وتانييف مناصري سكريابين كعازف بيانو ومؤلف موسيقي، رغم أن أرينسكي اتخذ رأيا متشككا بوضوح. عام 1892 غادر سكريابين الكونسرفتوار بعد حصوله على الميدالية الذهبية الثانية (فاز رخمانينوف بالأولى) وشرع في امتهان حرفة عازف بيانو في الحفلات الموسيقية. في العام السابق أتلف يده اليمنى وهو يتمرن على «إسلامي» لبلاكيريف و«ذكريات دون جوان» لليست (التي عزفها مع ذلك العام التالي) وكرس اهتماما أكبر لتطوير تكنيك يده اليسرى، أحد ثمارها نراها في مقطوعات اليد اليسرى مصنف رقم 9. في حين تضمنت برامج الحفلات أعمال لباخ ومندلسون وشومان وليست، اقوى ميل له في هذا الوقت كان نحو موسيقى شوبان، والأثر السائد على موسيقاه الأولى في كل من الأسلوب وعناوين الأعمال.

### مشواره الفني وحياته اللاحقة 1894-1915
عام 1893 نشر يورجنسون له خمسة أعمال في موسكو، لكن بعد عام سافنوف عرف سكريابين على راعي سانت بطرسبرغ الناشر بيلاييف، الذي تولى سيطرة كاملة على شئون سكريابين الموسيقية حتى وفاته عام 1903، وظلت الشركة ناشر سكريابين حتى 1908. بدأ بيلاييف بإصدار السوناتا الأولى و12 دراسة مصنف رقم 8، ونظم جولات سكريابين ودفع له بسخاء على مؤلفاته، وقدم له هدايا، وأقرضه المال وعلى ما يبدو لعب دور الأب المحب الذي أدته عمته في السابق. وفي عام 1894 أرسل بيلاييف سكريابين في جولة لألمانيا وسويسرا وإيطاليا وبلجيكا، وجولة ثانية، هذه المرة لباريس وبروكسل وبرلين وأمستردام ولاهاي وروما، التي تلت في الحال بعد ذلك عام 1896. وأثناء كلتي الجولتين كان سكريابين يؤلف بهمة. المقدمات مصنف 11، 13، 15، 16، 17 توعد أساسا إلى هذه الفترة وكذلك مثلما عود إليها السوناتا الثانية، القصيد السيمفوني وأعمال أخرى؛ لدى عودته إلى موسكو في خريف 1896 كتب كونشرتو البيانو مصنف رقم 20. وتمت خطبته لعازفة بيانو شابة تدعى فيرا إفانوفنا إزاكوفتش، التي حصلت على ميدالية ذهبية من الكونسرفتوار ومعجبة مخلفة لسكريابين وموسيقاه، ورغم مقاومة عمته ليبانوف المتوقعة تزوجا في أغسطس 1897. رحلا إلى «أوديسا»، حيث قدم سكربيان العرض الأول لكونشرتو البيانو، ثم انتقلا إلى باريس لخمسة أشهر، حيث عمل أساسا في السوناتا الثالثة. في عام 1898 بدعوة من سفانوف، انضم سكريابين إلى فريق أساتذة كونسرفتوار موسكو، رغم أنه وجد المسئوليات أكثر عبءا بالتدريج، واصل التاليف. عاد أكثر للموسيقى الأوركسترالية بعمل قصير «حلم» عام 1898 والسيمفونية الأولى عام 1899، التي تكونت من 6 حركات مع خاتمة كورال، تلحين كلمات كتبها بنفسه يمتدح فيها الفن.
كرس عام 1901 لكتابة السيمفونية الثانية، ومن 1902 زاد انشغاله بأفكار فلسفية وصوفية مما أدى إلى حدوث تغيير جذري في تفكيره وحياته وموسيقاه. أعماله مصنف رقم 30 حتى «القصيدة الإلهية» مصنف رقم 43 والسيمفونية الثالثة مثلت ازدهار تدفق كثيف لأسلوب أكثر فردية، والإنتاجية العالية ل1903 تبعت من هذا الاكتشاف لمصطلح أكثر شخصية، الحاجة للمال لتحرير نفسه من الكونسرفتوار (الذي تركه عام 1903) ودراسته للفلسفة، خاصة نيتشه. خطط لكتابة «أوبرا فلسفية» Mysterium (الأسرار المقدسة، على الارجح ثمار عمل تأمله لمدة طويلة لكن لم يكتبه قط. الاتجاه الجديد انعكس كذلك على حياته الشخصية: فغادر روسيا لمدة ست سنوات قضاها في إيطاليا وسويسرا وبروكسل، وترك فيرا وأبنائهما الأربعة لمعجبة شابة، تدعى تاتيانا شولزر، ابنة أخ بول شولزر، الذي كان أثناء عمله كأستاذ البيانو في كونسرفتوار موسكو شجع دراسات سكريابين وأثرت على دراسات فيرا. إخلاص تاتيانا لسكريابين شجع موسيقاه وضيف نظرته إلى عالم متمركز حول الذات حيث صار إبداعه وعبقريته اهتمامه الوحيد. عام 1905 اتجه إلى الدراسات الفلسفية لمدام بلافتسكي وسرعان ما حلت محل فلسفة نيتشه كقراءته الأساسية. ملأ دفاتره بالأفكار الفلسفية غير المترابطة وقصيدة طويلة، «قصيدة النشوة»، صارت أساس عمله الأوركسترالي التالي وكذلك للسيمفونية الخامسة. في مقطوعات البيانو مصنف رقم 44 إلى 57 تقدم إلى أسلوب جديد على الأقوى مثل في حركة واحدة «قصيدة النشوة» للأوركسترا، أكملها عام 1908 وعرضت أول مرة ذلك العام في نيويورك؛ سكريابين ظهر هناك بنفسه قبل عامين في سلسلة حفلات رسيتال.

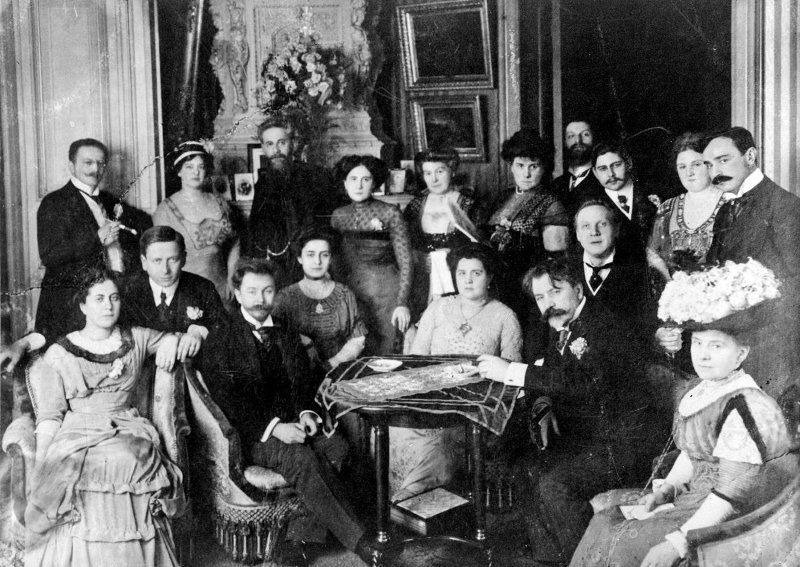
سكريابين (جالس إلى يسار المائدة) كضيف في منزل فلاديمير متزل في برلين، 1910

في عام 1908 التقى سكريابين مع كوسفتزكي، الذي تولى شئونه بطريقة تماثل بيلاييف في السابق، فتصرف كمدير حفلات وناشر. وحث سكريابين على العودة إلى روسيا، حيث لاقت عروض «قصيدة النشوة» في كل من موسكو وسانت بطرسبرغ ترحابا غير عادي ووضعته برسوخ في مقدمة المؤلفين الموسيقيين المعاصرين. بعد العودة إلى بروكسل بدأ العمل في «برومثيوس»، عمله الأوركسترالي الأخير، الذي استخدم فيه مسرحية تتسم بالأضواء الملونة في النوتة الموسيقية كخطوة أولى نحو دمج الفنون والحواس التي كان مقرر استخدامها في mysterium. بعد اكتمال برومثيوس، عام 1910 (التي عرضت أول مرة عام 1911، في موسكو، لكن دون جزء الألوان)، ركز سكريابين مرة أخرى على موسيقى البيانو. أعمال السنوات الباقية، من مصنف رقم 58 فصاعدا، تجسد تحسين وإجادة مصطلحاته الأكثر نضجا، التي يراها بوضوح في آخر خمس سوناتات للبيانو، كل منها من حركة واحدة؛ الأعمال الأخيرة تتجه أكثر إلى الحداثة، فتترك المقامية في الخلف وتمهد الساحة لعمل mysterium الذي لم يكتب بعد. للجزء الاستهلالي، كتب النص ومعظم الاسكتشات الموسيقية لدى وفاته. في هذه السنوات الأخيرة واصل السفر كثيرا، فقدم حفلات رسيتال والتذوق برضا النجاح العالمي لاعماله الاوركسترالية في السنوات ما قبل الحرب العالمية الأولى. زار لندن عام 1914 وهناك عانى أول مرة من دمل في شفته العليا الذي تحول على الأرجح إلى خراج. في وقت في أوائل 1915 قدم ثلاث حفلات رسيتال في بتروجراد، لكنه اضطر لإجراء عدة عمليات جراحية عليه، التي مع ذلك فشلت في علاج تسمم الدم الذي أدى لوفاته، في موسكو، في 27 أبريل 1915.

## الهوامش
1. ↑   https://www.francemusique.fr/personne/alexandre-scriabine. {{استشهاد ويب}}: |url= بحاجة لعنوان (مساعدة) والوسيط |title= غير موجود أو فارغ (من ويكي بيانات) (مساعدة)
2. ↑  P. A. S. (1922). "Scriabin, Alexander Nicholaevich". The Enciclopædia Britannica. Volume XXXII, 1922 (بالإنجليزية). XXXII Pacific Ocean Islands to Zuloaga: 387–388. QID:Q38172710.
3. 1 2  аноним (1907). "Скрябин, Александр Николаевич". Энциклопедический словарь Брокгауза и Ефрона. Доп. том IIа, 1907 (بالروسية). доп. IIа: 632. QID:Q24487158.
4. ↑   https://www.musik-sammler.de/artist/alexander-nikolajewitsch-skrjabin. {{استشهاد ويب}}: |url= بحاجة لعنوان (مساعدة) والوسيط |title= غير موجود أو فارغ (من ويكي بيانات) (مساعدة)
5. ↑  ميوزك برينز (بالإنجليزية), MetaBrainz Foundation, QID:Q14005
6. ↑  (الروسية: Александр Николаевич Скрябин), (الروسية: ɐlʲɪˈksandr nʲɪkəˈlaɪvʲɪtɕ ˈskrʲæbʲɪn), Aleksandr Nikolajevič Skrjabin; transliterated variously as Skriabin, Skrjabin, Skryabin, and Scriabine.
7. ↑  E.E. Garcia (2004): Rachmaninoff and Scriabin: Creativity and Suffering in Talent and Genius. Psychoanalytic Review, 91: 423–42. نسخة محفوظة 25 سبتمبر 2009 على موقع واي باك مشين.
8. ↑  "لم يكن أحد أشهر منه خلال حياته، وكان الأكثر تجاهلًا بعد وفاته أيضًا".Bowers، Faubion (1996). Scriabin, a Biography. New York: Dover Publications. ISBN:978-0-486-28897-0. OCLC:33405309.
9. ↑  The New Grove: Russian Masters 2, 51:52
10. ↑  The New Grove: Russian Masters 2, 53:57

## المصدر
The New Grove Russian Masters 2: Rimsky-Korsakov, Skryabin, Rakhmaninov, Prokofiev, Shostakovich (Composer Biography Series) June 1, 1986. ISBN 0-393-30103-6

## وصلات خارجية
- أليكساندر سكريابين على موقع IMDb (الإنجليزية)
- أليكساندر سكريابين على موقع الموسوعة البريطانية (الإنجليزية)
- أليكساندر سكريابين على موقع ميوزك برينز (الإنجليزية)
- أليكساندر سكريابين على موقع أول موفي (الإنجليزية)
- أليكساندر سكريابين على موقع قاعدة بيانات الأفلام السويدية (السويدية)
- أليكساندر سكريابين على موقع إن إن دي بي (الإنجليزية)
- أليكساندر سكريابين على موقع أول ميوزيك (الإنجليزية)
- أليكساندر سكريابين على موقع ديسكوغز (الإنجليزية)
- أليكساندر سكريابين على موقع كينوبويسك (الروسية)
- Rachmaninoff and Scriabin: Creativity and Suffering in Talent and Genius by Emanuel E. Garcia
- Scriabin Society of America
- The mythical time in Scriabin by Lia Tomás
- Was Scriabin a Synaesthete? by B. Galeyev & I. Vanechkina
- Scriabin in Aspen No.2 on UBUWEB (A short biography by Faubion Bowers; four preludes and the tenth sonata available for download)
- Aleksandr Scriabin – MIDI files (subscription needed)
- Scriabin Liner Notes Russian-born pianist Yevgeny Sudbin discusses Scriabin's work and life.

### التسجيلات
- Scriabin's own recording of the third and fourth Movements from his Piano Sonata, no. 3, Op. 23 (The Pianola Institute)*
- Piano Rolls (The Reproducing Piano Roll Foundation)